# 未来派

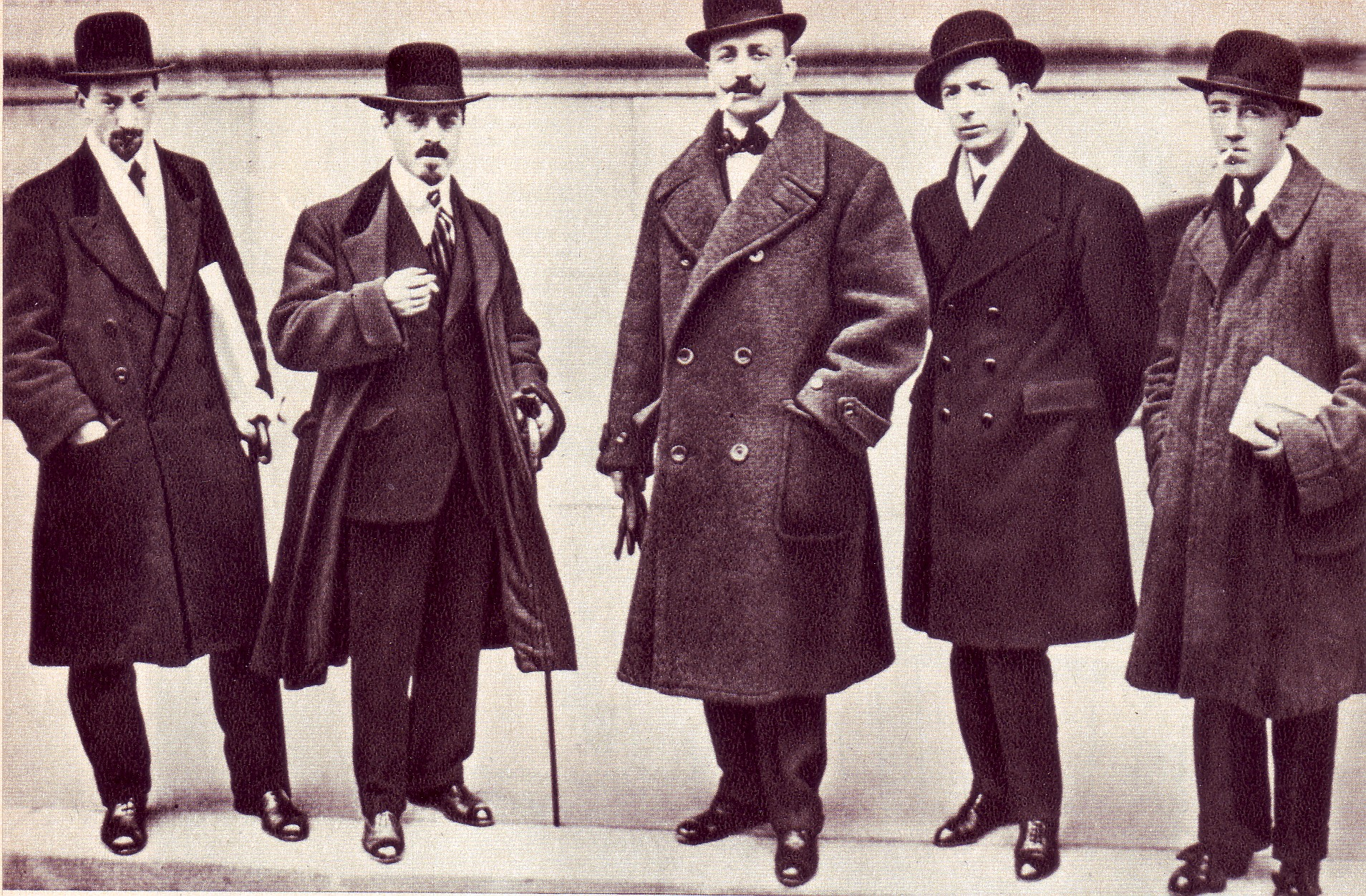
未来派のメンバー、左からルイジ・ルッソロ、カルロ・カッラ、フィリッポ・トンマーゾ・マリネッティ、ウンベルト・ボッチョーニ 、ジーノ・セヴェリーニ

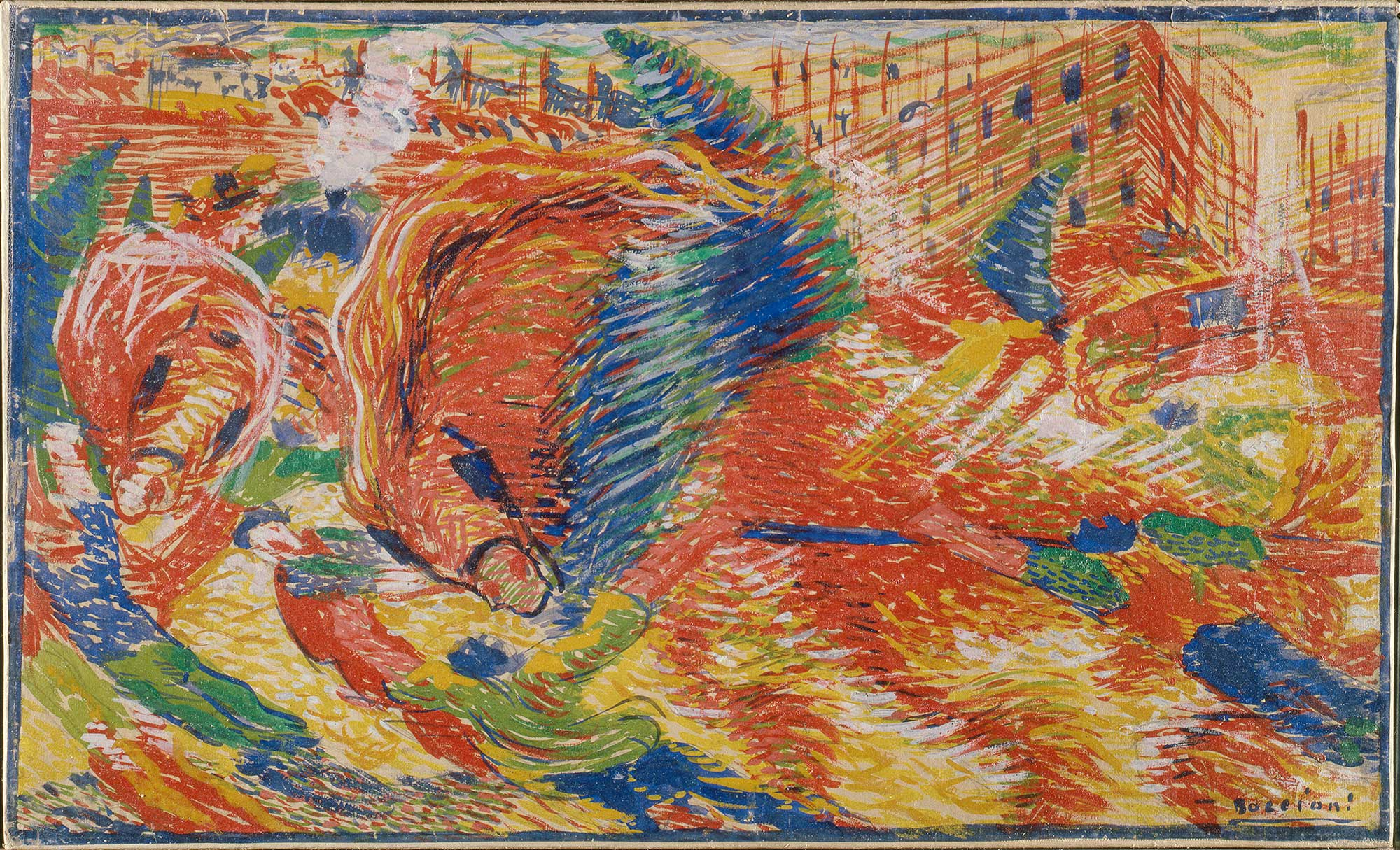
ウンベルト・ボッチョーニ『都市の成長』

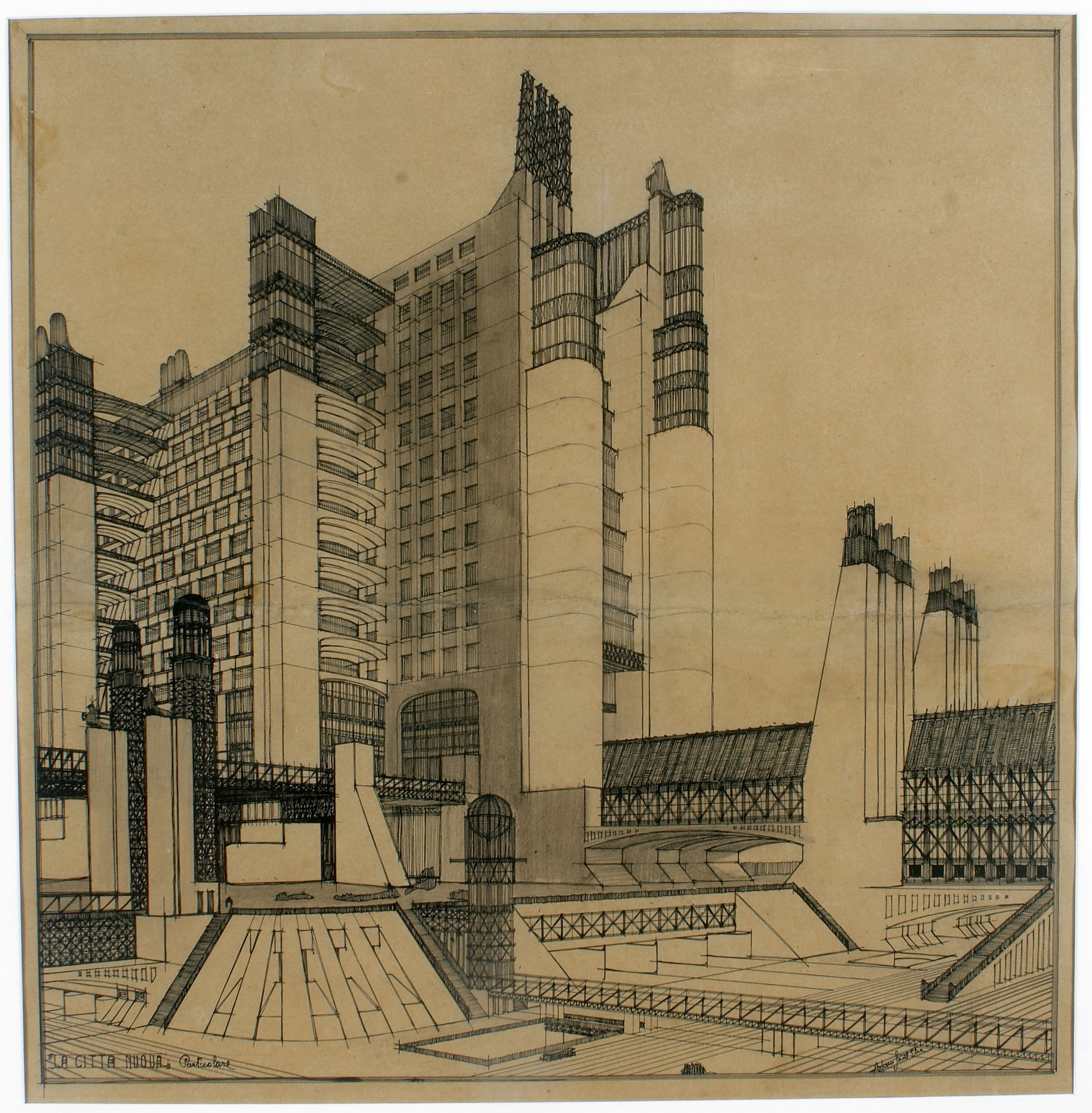
アントニオ・サンテリアによるビルデザイン案

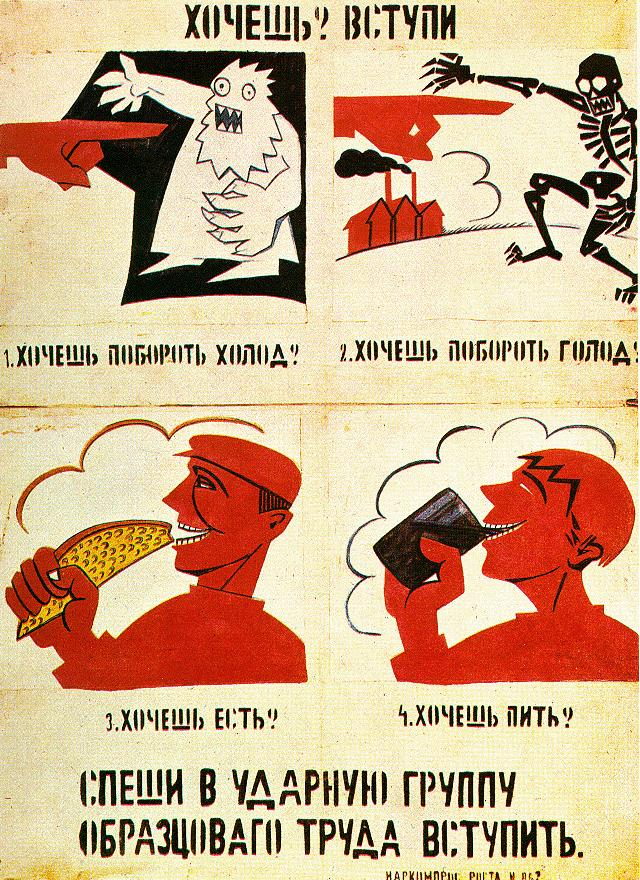
ウラジーミル・マヤコフスキーによる政治宣伝ポスター

未来派（みらいは）とは、フトゥリズモ（伊: Futurismo、フューチャリズム、英: Futurism）とも呼ばれ、過去の芸術の徹底破壊と、機械化によって実現された近代社会の速さを称えるもので、20世紀初頭にイタリアを中心として起こった前衛芸術運動(アート・ムーブメント)。この運動は文学、美術、建築、音楽と広範な分野で展開された。1920年代からは、イタリア・ファシズムに受け入れられ、戦争を「世の中を衛生的にする唯一の方法」として賛美した。

## 概要
1909年、イタリアの詩人フィリッポ・トンマーゾ・マリネッティによって「未来派宣言」が起草されたことが発端である。よりセンセーショナルにするため前世紀の有名な共産主義者宣言（1848年）に倣い、題名にはマニフェストが使われた。内容は前年に出版されたジョルジュ・ソレルの「暴力論」（1908年）に影響されており、あらゆる破壊的な行動を讚美する非常に過激なものだった。未来派の思想は「未来主義」と呼ばれることもある。
主要な芸術家・美術家としては以下のような人物が挙げられる。
- ジャコモ・バッラ （1871年-1958年、絵画）
- ジーノ・セヴェリーニ （1883年-1966年、絵画）
- ウンベルト・ボッチョーニ （1882年-1916年、絵画)
- ルイジ・ルッソロ （1885年-1947年、音楽)
- カルロ・カッラ （1881年-1966年、絵画）
- フォルトゥナート・デペーロ （1892年-1960年、デザイン)
- エンリコ・プランポリーニ （Enrico Prampolini; 1894年-1956年、演劇)
- アントニオ・サンテリア （1888年-1916年、建築）
- マリオ・キアットーネ （Mario Chiattone; 1891年-1957年、建築）
- ブルーノ・ムナーリ （1907年-1998年、デザイン）

## 未来派の背景と展開
産業革命以降、ヨーロッパでは中世の封建社会から資本主義社会への転換が起こり、それに伴い様々な社会情勢も劇的な変化を遂げた。また、科学技術の進歩により戦争に人間を大量に殺戮する「兵器」が投入され、近代戦争へと変容した。旧来の価値観の変化と、それに伴う社会不安を背景に、19世紀末頃より「表現主義芸術」が興隆し始める。
未来派は、表現主義芸術の影響を受けつつも、もっと純粋に肯定的に、近代文明の産物や、機械の登場によって生まれた新たな視点を、芸術に取り入れようとした。画家達は、今で言う高速度撮影の連続写真のように、主題となる対象物の動きを一枚の絵に同時に描くことで、運動性そのものの美を描こうとした。マリネッティが「動力派」というネーミングも候補にしていたことから、未来派が志向していたところがわかる。ルイジ・ルッソロは、ノイズミュージックの原点とも言えるミュージック・アート「騒音芸術」を創造した。この運動に作曲家のジャチント・シェルシは最年少で加わった。
未来派が礼賛したのは、工業機械文明や都市化に欠かせない速度・運動・雑音（ノイズ）といったテーマであり、それは例えばスポーツ・自動車・飛行機・都市・鉄道・機械などに表象され、究極的には戦争の賛美にも繋がっていった。
未来派の芸術家たちの一部はやがて、好戦的で戦争や破壊を新しい美とする部分の認識で共通していたファシズムの政治運動とも関わりを深めていく。首唱者のマリネッティ自身も、右翼行動団体「戦闘ファッシ」（イタリアファシスト党の前身）の一員だった。しかし、1920年5月、ベニート・ムッソリーニが「国王及び教皇の追放」という未来派の要求を排した事などから、マリネッティを始めとする未来派の多くが党から脱退した。1922年、共産主義の文化組織が主催する未来派の展覧会が複数開催、しかしムッソリーニ政権が誕生した1923年、マリネッティは未来派とファシズムの友好関係を謳う声明を発表、1924年、再びマリネッティはファシスト党へ再入党する。その過程において、思想的矛盾やファシズム政党への反発などにより芸術家達の内部離反を招き、後期には未来派は「退廃芸術」とイタリア国家から看做されて活動が制限され、崩壊していく。
未来派の芸術運動は、ロシアでも起こり、その後のロシア構成主義芸術や、ダダイズムの画家達、現代音楽や演劇・バレエなどに伝播し、様々なジャンルの前衛芸術家達に影響を及ぼした。一部の芸術家がファシズムと結びついたことで、評価を受けなかった時期もあったが、政治的な立場が異なったアントニオ・グラムシなどからの評価や、現代においては、工業的テクノロジーを芸術に取り入れた先駆性の部分が再評価されている。

## 未来主義創立宣言より
『……機銃掃射をも圧倒するかのように咆哮する自動車は、《サモトラケのニケ》よりも美しい。……』（未来主義創立宣言（1909年）より引用）
フィリッポ・トンマーゾ・マリネッティは1909年2月29日、パリの「フィガロ」紙に「未来主義創立宣言」を発表した。全11箇条のうちの第4条に、この有名な言葉が登場する。「速度の美」の華々しい称揚である。それを体現するのが「自動車」、対照的に引き合いに出されるのが「サモトラケのニケ」である。

## 未来派絵画技術宣言より
『……網膜上でイメージが持続することにより、運動する物体は増殖し、変形し、連続して生起し、振動のように、空間の中を通過する。したがって疾走する馬の脚は4本ではなく20本であり、それらの動きは三角形をなす……。』（未来派絵画技術宣言より引用）ミラノ、1910年4月11日

画家 ウンベルト・ボッチョーニ

画家 カルロ・ダルマッツォ・カッラ

画家 ルイジ・ルッソロ

画家 ジャコモ・バッラ

画家 ジーノ・セヴェリーニ

未来派運動指導部：ミラノ、ヴェネツィア通り61番地

## 日本における未来派
日本における未来派の受容は極めて早く、マリネッティの未来派創立宣言が発表されたわずか3ヶ月後には「スバル」（5月号）誌上に森鷗外による一部の翻訳が掲載された。1912年にはマリネッティから日本に送られた資料により図板も多くの日本人の目に触れるようになった。14年には実作が紹介されている。その理論の本格的な紹介は木村荘八によってなされ、1914年には海外の未来派関係文献を翻訳収録した『芸術の革命』（洛陽堂）を出版、さらに1915年には自らの著作『未来派及立体派の芸術』（天弦堂）において包括的に論じている。その後、1917年のロシア革命を避ける形で「ロシア未来派の父」ダヴィド・ブルリュークらロシア未来派の面々が日本に移住して来て、尾竹竹坡の八火社などと交流、各地で大規模な展覧会を開くに至って、未来派と言うものが日本でも本格的に知られ始めるようになる。1923年には木下秀一郎とブルリュークの共著による本格的な未来派の紹介書『未来派とは？答へる』（中央美術社）が出版され、美術家や文学者に広く影響を与えた。
日本における主な未来派としては、大正9年（1920年）に未来派美術協会を設立し独自の美術表現をした普門暁（ふもん・ぎょう；1896-1972）などがある。

## 日本語文献
- 『現代の絵画15　未来派の宣言』（平凡社、1975年）
- 田之倉稔 『イタリアのアヴァン・ギャルド　未来派からピランデルロへ』（白水社、1981年、新版2001年）
- キャロライン・ティズダル、アンジェロ・ボッツォーラ 『未来派』（松田嘉子訳、パルコ出版　1992年）
- セゾン美術館編 『未来派　1909-1944』 エンリコ・スポルティ、井関正昭構成・監修（東京新聞社、1992年）
- 井関正昭 『イタリアの近代美術　1880～1980』（小沢書店　1989年）
- 井関正昭『私が愛したイタリアの美術』（中央公論美術出版、2006年）
- 井関正昭『未来派　イタリア・ロシア・日本』（形文社、2003年）
- 図録『生誕140年 尾竹竹坡展』 遠藤亮平・菊屋吉生・坂森幹浩・堀川浩之 解説（富山県水墨美術館、2018年）